# 渡辺芳則
渡辺 芳則（わたなべ よしのり、1941年〈昭和16年〉1月8日 - 2012年〈平成24年〉12月1日）は日本のヤクザ。指定暴力団・五代目山口組組長。戸籍上の表記は渡邉 芳則。
山健組初代組長・山本健一の傘下に入って以降、山健組内に健竜会を設立し山健組幹部となる。

山本の後継者として山健組の二代目を継承し、山一抗争での勝利を経て五代目山口組組長に就任した。

## 来歴

### 生い立ち
1941年（昭和16年）に栃木県下都賀郡壬生町の富農の家に生まれる。渡辺家は広大な土地を所有しており、農業のみならず土地を売却することで不動産賃貸業を営むなど資産を増やし、芳則本人は生活に不自由することは無かったとしている。
1956年（昭和31年）春に中学校を卒業するが、高校へは進学せずにしばらく地元で過ごす。翌年に上京して台東区浅草の日本蕎麦屋で住み込みで働くようになる。

### ヤクザとなって以降
浅草時代は蕎麦屋で働く一方で愚連隊を率いており、1958年（昭和33年）には浅草を地盤とする飯島連合会系のテキヤ稼業を手伝い本格的にヤクザと関わりを持つようになる。賭場に出入りするうちに三代目山口組系山健組の若衆・三輪正太郎と知り合い、1961年（昭和36年）に栃木・京都を経て神戸市に移り住む。その2年後、22歳で山健組組長・山本健一から盃を受け正式に山健組の組員となる。 
1965年（昭和40年）、山口組に対する第1次頂上作戦が本格化した｡
 同年､山健組舎弟頭･田中達男より､山健組を破門されたが、同年中に山本より破門が解かれた｡
抗争を巡る服役後の1969年（昭和44年）、山健組若頭に就任。 二代目松田組との大阪戦争と呼ばれる抗争事件などに積極的に関与したため、1976年（昭和51年）10月に銃刀法違反などの容疑で逮捕され、懲役2年4月の刑で1979年（昭和54年）2月から1981年（昭和56年）6月頃まで服役した。

### 山口組直参への昇格
山口組三代目・田岡一雄の腹心で四代目を継承すると見られていた山本健一（当時山口組若頭）が1982年（昭和57年）2月4日に急死する。それに伴い、二代目山健組組長に就任し、同年6月には三代目山口組の直参に昇格した。
1984年（昭和59年）6月、竹中正久を組長とする四代目山口組の発足に伴い若頭補佐に抜擢される。1985年（昭和60年）1月に竹中と共に若頭・中山勝正（豪友会会長）が一和会に暗殺される（山一抗争）と、翌2月、暫定執行部体制で若頭に就任。
1989年（平成元年）3月、一和会との抗争が終結。同年4月16日､山口組舎弟会で､渡辺芳則を五代目山口組組長に推すことが決まった｡山口組舎弟会には､山口組二代目森川組･矢嶋長次組長も出席していた｡同年4月27日、五代目山口組組長に就任した。組長在任中は若頭・宅見勝らの方針もあり警察との対立を避け、ブロック制導入などの合理化・統制化を勧め拡大路線を推進し続けた。
1995年（平成7年）に阪神・淡路大震災が発生すると、救援に手間取る行政機関よりも早く、近隣住民への防災用品や緊急食料の配布を決定し、本部事務所にて指揮を取った。この救援活動は世界各国の報道機関より注目され、特にイタリアのマスメディアは「マフィアが救援活動」と報じた。またこの救援活動に際し、被災者からも感謝の声があった。

### 末期
2004年（平成16年）11月、山下組組員警官誤射殺事件で藤和会系山下組組員が京都で起こした不法行為に対する使用者責任を認定した最高裁判決を受けると、長期静養を宣言して組の運営を執行部に委譲。2005年（平成17年）、体調不良により引退した。
2012年（平成24年）12月1日、兵庫県神戸市中央区の自宅で死去した。71歳没。

## 人物・エピソード
- 1997年8月に発生した宅見若頭射殺事件の原因について、渡辺と宅見勝の間に不和が生じた事をきっかけに、立場の近い中野太郎に渡辺が殺害の指示を出したとする説が存在し[4]、後年に当事者である中野が証言している[5]。

- 2005年7月、引退する渡辺の跡を継ぎ司忍が六代目山口組組長に就任するが、この交代劇に関して元山口組直参・盛力健児の著書『鎮魂』では、「クーデター的な代替わり」説が示唆されている。引退後は数名のボディーガードのみが従う生活で、一切組運営には関与しなかった。

## 演じた俳優
- 中井貴一 - 映画『激動の1750日』（1990年、東映、中島貞夫監督） - 役名「若竹正則」
- 渡辺裕之 - 映画『修羅の群れ 第三部』（2002年、辻裕之監督） - 役名「渡会芳樹」
- 清水宏次朗 - Vシネマ『実録 史上最大の抗争 義絶状』（2002年、石原興監督） - 役名「天堂忠臣」